# Allorhynchium quadrimaculatum
Allorhynchium quadrimaculatum  (лат.) — вид одиночных ос (Eumeninae).

## Распространение
Юго-Восточная Азия: Лаос.

## Описание
Длина осы 13—17 мм. По некоторым признакам напоминает одиночных ос вида Allorhynchium argentatum F., 1804. Взрослые самки охотятся на гусениц для откладывания в них яиц и в которых в будущим появится личинка осы.